# ظرفیت قطع
ظرفیت قطع (انگلیسی: Breaking capacity) یا درجه قطع شدن جریانی است که فیوز، مدارشکن قدرت یا سایر دستگاه‌های الکتریکی بدون اینکه تخریب شود یا باعث ایجاد قوس الکتریکی با مدت غیرقابل قبول شود قادر به قطع آن هستند. جریان اتصال کوتاه احتمالی که می‌تواند در شرایط اتصال کوتاه رخ دهد نباید از ظرفیت قطع دستگاه فراتر رود، در غیر این صورت قطع جریان نمی‌تواند تضمین شود.